# Joseph A. Hardy III
Joseph Alexander Hardy III (7 de enero de 1923 - 7 de enero de 2023) fue un empresario estadounidense y el fundador y CEO de la compañía 84 Lumber y del Nemacolin Woodlands Resort.

## 84 Lumber

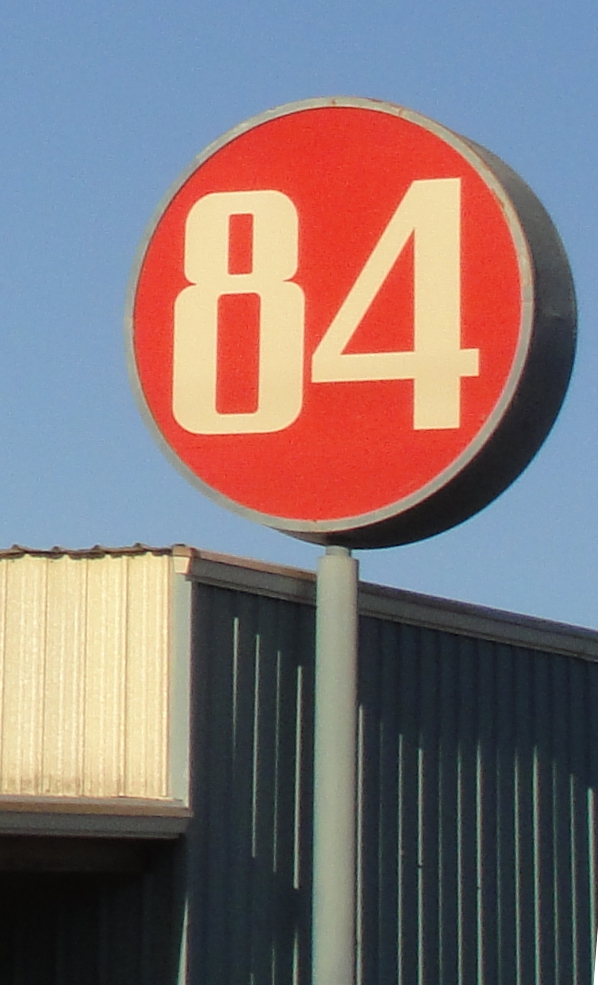
84 Lumber sign

Durante la década de 1970, el negocio de 84 Lumber creció y abrió 229 tiendas. En 1984, la empresa emprendió un plan de expansión para abrir al menos 30 nuevas tiendas. Junto con las grandes aperturas, las tiendas fueron remodeladas y renovadas de simples almacenes de madera a nuevas y mejoradas tiendas de materiales de construcción. En 1987, a medida que el plan de mejora generaba éxito, el negocio abrió su estricta política de pago al contado a opciones de uso de crédito.
El hijo de Joseph Hardy, Joe Jr., ascendió en la empresa y se convirtió en Director de Operaciones en 84 Lumber, sin embargo, fue pasado por alto como sucesor de la compañía después de que se vio afectado por esclerosis múltiple. Se cansaba fácilmente y tenía que irse a casa a una hora razonable para dormir, Joseph Hardy vio esto como un defecto y despidió a su hijo.
En 1992, después de 34 años dirigiendo la empresa, Joe Hardy entregó la responsabilidad diaria de 84 Lumber a su hija, Maggie Hardy Magerko, (más tarde Maggie Hardy Knox) quien se había desempeñado como Vicepresidenta Ejecutiva. La compañía continuó expandiéndose, abriendo su tienda número 400 en 1997.
Con Hardy Magerko como líder, 84 Lumber comenzó a dirigirse a clientes de construcción y así añadió una fuerza de ventas profesional, compuesta por 450 nuevos representantes de ventas, al equipo. Aunque esto resultó ser exitoso, la empresa seguía enfrentando una fuerte competencia de las grandes tiendas minoristas y vio la necesidad de expandirse hacia el creciente público de aficionados al bricolaje.
La empresa abrió su primera tienda minorista, 84 Plus, en 1999. En un esfuerzo por complacer a los clientes minoristas y profesionales, las tiendas 84 Plus presentaban dos secciones separadas que dividían 12,000 suministros; una sección estaba designada para contratistas mientras que la otra sección estaba designada para los aficionados al bricolaje. Se abrieron más de cien tiendas 84 Plus en los Estados Unidos.
Los primeros años 2000 resultaron ser exitosos para 84 Lumber. En 2002, la empresa alcanzó ventas récord y en 2004, abrieron 18 nuevas tiendas.
Sin embargo, en 2008, las ganancias de 84 Lumber se desplomaron cuando el mercado de la vivienda se desplomó y llevó el mercado de suministros de construcción con él. El gasto excesivo y las decisiones impulsivas también contribuyeron a una situación financiera difícil, colocando a 84 Lumber al borde de la bancarrota en 2009.
La situación para la empresa mejoró algunos años después del colapso, a medida que el mercado comenzó a recuperarse. Con una reestructuración de la fuerza laboral y la venta de bienes raíces de la empresa, Hardy Magerko pudo darle la vuelta a la empresa y aumentar las ventas un 27 por ciento de 2012 a 2013.
Debido a su exitosa gestión de la empresa y su orientación a su hija, Maggie, 84 Lumber es ahora el principal proveedor privado de materiales de construcción para contratistas profesionales y aficionados al bricolaje en los Estados Unidos.

## Política
Hardy anunció el domingo 9 de septiembre de 2007, en una fiesta tailgate en el Nemacolin Woodlands Resort, que se retiraba de las elecciones generales de 2007 para comisionado del condado de Fayette, y así terminó su carrera política. Hardy terminó primero en la obtención de votos en las primarias de 2007 para comisionado del condado de Fayette.

## Vida personal y muerte
Hardy sirvió en la Segunda Guerra Mundial en el Cuerpo Aéreo del Ejército de los Estados Unidos como oficial de comunicaciones en el Pacífico Sur. Obtuvo un título en ingeniería industrial en la University of Pittsburgh's School of Engineering en 1948 y trabajó en la joyería de su tío en el centro de Pittsburgh antes de aventurarse en el campo de suministro de materiales de construcción a los 31 años. Con su primera esposa (de 50 años), Dorothy Pierce, tuvo cinco hijos, el menor de los cuales, Maggie, es ahora presidenta de 84 Lumber. Con su segunda esposa, Debra Maley, tuvo dos hijas, Taylor y Paige. A la edad de 85 años, Hardy se casó con Kristin Georgi, una empleada del salón de 22 años en Nemacoln Woodlands Resort. Habiendo acordado un contrato prenupcial y de boda, la boda tuvo lugar el 5 de mayo de 2007, en Las Vegas, Nevada. El 20 de agosto de 2007, Hardy solicitó el divorcio, citando "diferencias irreconciliables" en la petición. La cuarta esposa de Hardy fue Rebecca Davis, de 51 años, con quien se casó en diciembre de 2009. El 21 de noviembre de 2014, Hardy, de 91 años, se casó con Jodi Santella Williams. Tuvieron un hijo juntos, llamado JJ Alexander Hardy.
Hardy ha servido en la Junta de Síndicos de la University of Pittsburgh y de Washington & Jefferson College.
Hardy fue citado diciendo, "Quiero morir en la quiebra. Durante el resto de mi vida, quiero disfrutar y participar en la donación de dinero para ayudar a mejorar la vida de las personas".
Hardy murió el 7 de enero de 2023, en su 100º cumpleaños.